# Núcleo sintáctico
En lengua, los núcleos sintácticos son el morfema o la palabra que determina las propiedades sintácticas y combinatorias del sintagma al que pertenece el núcleo (todo sintagma endocéntrico posee un único núcleo sintáctico). En las lenguas con caso gramatical, marcado mediante morfología, frecuentemente el núcleo y los elementos concordantes con él son los que reciben la marca de caso.
Como toda categoría sintáctica, la noción de núcleo sintáctico se puede aplicar a cualquier oración gramaticalmente correcta aunque no tenga sentido. Noam Chomsky inventó un ejemplo de oración gramaticalmente impecable pero que no parece tener interpretación semántica alguna: "Colorless green ideas sleep furiously" ('Las ideas verdes incoloras duermen furiosamente'); la oración en inglés o su equivalente en español puede descomponerse en sintagmas de la siguiente manera:

[ [Colorless green ideas]SN [sleep furiously]SV ]

[ [Las ideas verdes incoloras]SN [duermen furiosamente]SV ]

En ambos casos, el primer sintagma de la oración, etiquetado con "SN", es un sintagma nominal cuyo núcleo sintáctico es el nombre ideas. El segundo sintagma, etiquetado con "SV", es sintagma verbal cuyo núcleo es el verbo sleep ('duermen').

## Núcleos sintácticos en español
Noam Chomsky propuso la siguiente tipología para núcleos sintácticos léxicos, según sus características predicativas y designativas:
- [+N,+V] = adjetivo, adverbio
- [+N,-V] = nombre, pronombre
- [-N,+V] = verbo
- [-N,-V] = preposición

Junto con esos núcleos léxicos, posteriormente se introdujeron núcleos funcionales (tiempo, complementador, determinante, negación, etc.).
En español es necesario distinguir tres grandes grupos de sintagmas entre núcleos léxicos y funcionales:
1. Sintagmas designativos (+N), cuyo núcleo puede ser un nombre, un adjetivo, un adverbio o un pronombre. Esta categoría incluiría el sintagma nominal, el sintagma adjetival, el sintagma adverbial. Es discutible si dentro de estos sintagmas necesitamos distinguir también el llamado sintagma determinante.
2. Sintagmas predicativos (-N) o relacionales, cuyo núcleo expresa relaciones entre los diferentes sintagmas designativos que aparecen en la oración. Este grupo de sintagmas incluyen dos grandes grupos el sintagma verbal cuyo núcleo es un verbo y el sintagma preposicional cuyo núcleo es una preposición.
3. Sintagmas especiales, en que el núcleo sintáctico es otro tipo de elemento, como en el sintagma complementador, sintagma de tiempo, sintagma de negación.

Los núcleos sintácticos predicativos son los que asignan caso, es decir, determinan qué caso gramatical tiene el núcleo sintáctico de un sintagma designativo.

## Núcleo sintáctico y tipología lingüística
La teoría de la X' propone sobre la base de algunas generalizaciones empíricas encontradas en las lenguas del mundo que todos los sintagmas tienen una estructura similar, por lo que dentro de un sintagma pueden distinguirse entre su núcleo, su complemento, su adjunto y su especificador. Las lenguas del mundo tienden a presentar siempre el mismo orden de estos elementos en los diferentes sintagmas. Eso tiene como consecuencia que los órdenes sintácticos relativos de ciertas clases de palabras tienden a estar correlacionados, si una lengua tiene orden básico Sujeto Objeto Verbo y postposiciones en lugar de preposiciones, es más probable que coloque el núcleo al final de todos los sintagmas. Mientras que las lenguas Verbo Sujeto Objeto son casi siempre preposicionales y frecuentemente también de núcleo inicial.
Otro rasgo tipológico consiste en la estrategia de marcación del núcleo, cuando el orden sintáctico no es rígido. Existen dos extremos las lenguas que usan estrictamente el marcaje de núcleo y las lenguas que casi exclusivamente usan el marcaje de complemento. Entre estos dos extremos pueden encontrarse lenguas que usan ambas estrategias en diferentes tipos de construcciones.

## Hipótesis de endocentricidad
La hipótesis de endocentricidad generalizada sostiene que todo constituyente sintáctico es o bien un núcleo sintáctico, o bien un elemento legitimado por un núcleo sintáctico (entre estos últimos estarían los complementos, los adjuntos y los especificadores).
En el contexto de esta hipótesis se han introducido sintagmas como el sintagma complementante, el sintagma de tiempo cuyo núcleo sintáctico más que una palabra o un morfema con una relacización fonética concreta, puede consistir en un conjunto de rasgos que puede realizarse fonéticamente como una secuencia o ser fonéticamente vacío. La abstracción que comporta la introducción de este tipo de núcleos se ve compensada por el poder explicativo que gana la teoría, y la uniformidad con que todos los sintagmas pueden ser tratados como construcciones endocéntricas.